# Odette Collon
Odette Godefroid-Collon (Elsene, 11 november 1926 – Brussel, 2013) was een Belgische kunstschilder. Haar werken bevatten zowel expressionistische, postkubistische als fauvistische kenmerken. Ze was publiekelijk artistiek actief van 1946 tot 1948 en van 1960 tot 2013. 

## Leven en werk

### 1926-1946: jeugd en introductie in de kunsten
Godefroid-Collon werd geboren als Odette Collon op 11 november 1926 in Elsene. Haar ouders waren Gaston Collon, die advocaat was van beroep, en Yvonne Mutsche. Omdat haar vader een groot kunstliefhebber was werd Collon al van jongs af aan gestimuleerd om te tekenen. Van 1942 tot 1944 kreeg ze tekenles van Ferdinand Schirren. Na zijn overlijden in 1944 kreeg ze tot 1947 les van Henri Reamaeker (Ramah). Hij introduceerde haar in 1946 aan René Lust die de drijvende kracht achter de Jeune Peinture Belge was. De beweging bestond uit dertien kunstenaars die abstracte kunst maakten. Zij waren in België mede verantwoordelijk voor de heropleving van  abstracte beeldtaal. Op 5 november van dat jaar werd zij tot dit gezelschap toegelaten. De stijl van Collon werd sterk beïnvloed door haar docenten. Zo zou ze van Schirren haar fauvistische stijl en gebruik van fel coloriet en van Reamaeker haar post-kubische ordening meegekregen hebben.

### 1946-1948: lid van de Jeune Peinture Belge
Op 5 november 1946 werd Colon op twintigjarige leeftijd toegelaten tot de Jeune Peinture Belge. Collons werken werden voor het eerst geëxposeerd met deze beweging. Dit gebeurde tussen 18 januari en 10 februari 1947 in Stockholm. Deze gezamenlijke expositie was een groot succes en de helft van alle gezamenlijk getoonde werken werden verkocht. Na deel te hebben genomen aan meerdere exposities van de Jeune Peinture Belge stelde Collon van 8 tot 20 mei 1948 haar werken voor het eerst individueel ten toon in Galerie Lou Cosyn in Brussel. Op 5 juni 1948 overleed René Lust en viel de Jeune Peinture Belge uit elkaar. Hoewel andere leden individueel doorwerkten deed Collon dit niet. Van 1948 tot 1960 was zij niet publiekelijk artistiek actief.

### 1948-1960: gezinsleven
Collon stelde dat de voornaamste reden voor de stilte in haar publiek artistieke carrière haar huwelijk en kinderen waren. In 1948 werd haar dochter geboren, op 7 oktober 1949 trouwde ze met de decorateur Charlie Godefroid en op in 1950 kreeg ze een zoon. Hoewel ze niet exposeerde ontwierp ze in deze periode wel de kostuums en het decor van de theatervoorstelling 'Jour de Noces'. Daarnaast illustreerde ze kinderboeken uit de reeks ‘Les Etoilles’.

### 1960-2013: latere carrière en werken
Op 10 december 1960 kwam er met een individuele tentoonstelling in Galerie Ptah in Brussel  een einde aan de relatieve stilte in de carrière van Collon. Dit was het begin van verdere expositie van haar nieuwe werken. Dit deed ze zowel in solo als in groepstentoonstellingen. Haar werk kreeg in deze periode veel aandacht. In 1963 won ze de Prijs Jeune Peintre Belge. In 1964 kocht de Belgische staat twee van haar schilderijen om tentoon te stellen in het Het Koninklijke Museum voor Schone Kunsten in Brussel. Van 1964 tot 1966 werkte ze samen met Marcel Hastir. Hij was een figuratief schilder en decorontwerper. Daarnaast volgde ze van 1971 tot 1974 een kunstopleiding aan de Academie van Elsene. Zij werd hier onderwezen door de kunstschilder Geo Mommaerts. 
In deze periode richtte Colon zich niet uitsluitend meer op schilderkunst. Zo deed ze ook aan textielbewerking en ontwierp ze theaterkostuums en -decors. Daarnaast was haar stijl significant veranderd sinds de eerdere expositie van haar werken met de Jeune Peinture Belge. Haar werken waren nu persoonlijker en ingekeerder. Daarnaast waren ze non-figuratief. Ook maakte ze gebruik van pastel in plaats van olieverf. De kleuren die ze gebruikte waren soberder. Ook schilderde ze geen mensen meer maar focuste ze zich uitsluitend op de natuur en de eeuwigheid van de natuur. Hierin werd ze niet beïnvloedt door het postmodernisme en de avant-gardistische stromingen van haar tijd.

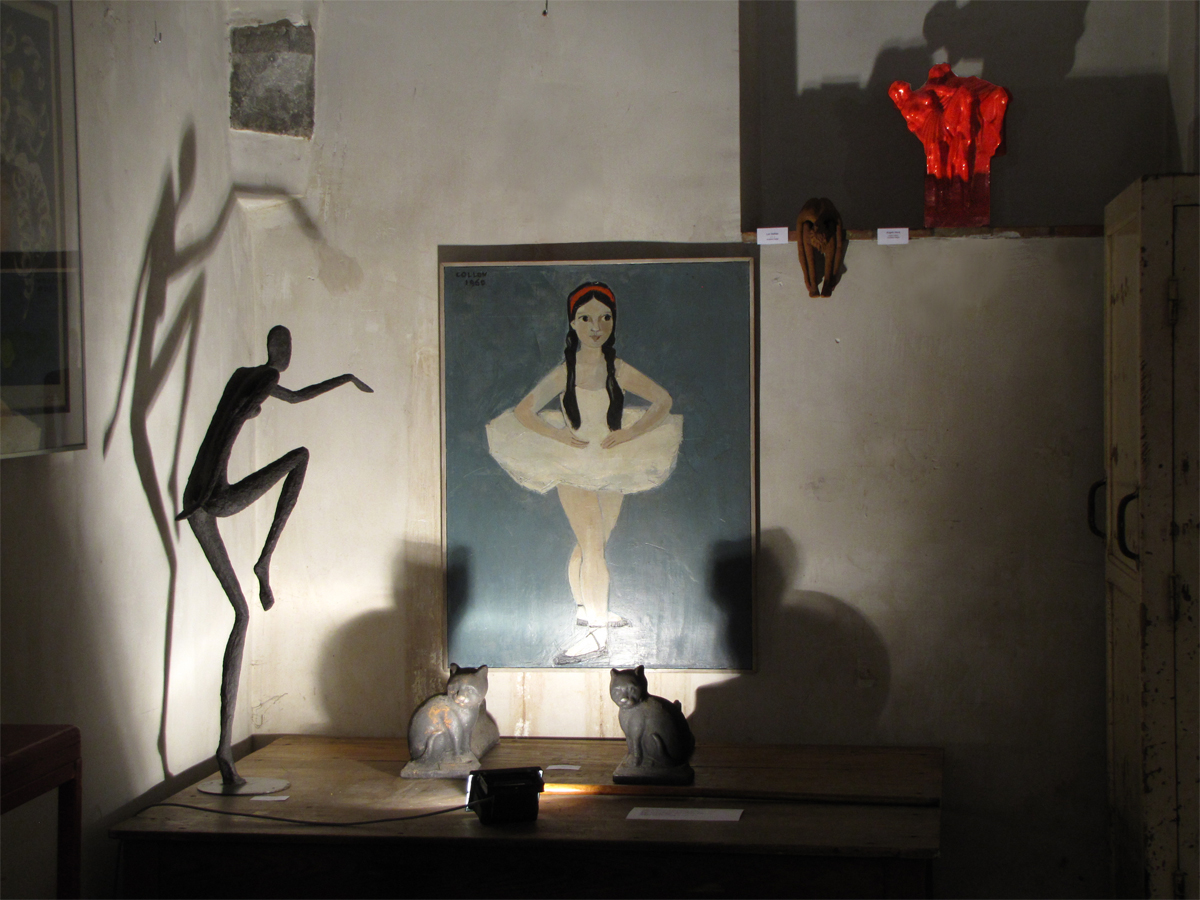
Portret van Nicole Hanot, Tentoonstelling in de Ferme castrale van Hermalle-sous-Huy, 2012.

In de jaren 1958-1965 creëerde ze balletkostuumprojecten voor de dansrecitals van Jane Périphanos en Emilio Altés-Saffont. Ze maakte ook talloze portretten. 
Colon bleef tot hoge leeftijd publiekelijk artistiek actief. Ze exposeerde nog lang regelmatig in Brussel, Antwerpen, Knokke, Leuven en Gent. Ze overleed in 2013 in Brussel.

## Werken
Musea die werken van Collon in hun collectie hebben zijn:
- Museum voor de Schone Kunsten van België